# PP Carinae
PP Carinae eller HD 91465, är en ensam stjärna i norra delen av stjärnbilden Kölen. Den har en  genomsnittlig skenbar magnitud av ca 3,3 och är  synlig för blotta ögat där ljusföroreningar ej förekommer. Baserat på parallaxmätning inom Hipparcosuppdraget på ca 6,8 mas, beräknas den befinna sig på ett avstånd på ca 480 ljusår (ca 148 parsek) från solen. Den rör sig bort från solen med en heliocentrisk radialhastighet på ca 26 km/s. Stjärnan anses tillhöra den öppna stjärnhopen IC 2602 även om den ligger klart utanför den tätare gruppen av synliga stjärnor.

## Egenskaper
PP Carinae är en blå till vit stjärna i huvudserien av spektralklass B4 Vne där suffixet "ne" anger att den är en snabbt roterande Be-stjärna som omges av het gas. Detta material lägger till emissionslinjer till stjärnans spektrum. Den har en massa som är ca 7,6, en radie som är ca 6 solradier och har ca 5 200 gånger solens utstrålning av energi från dess fotosfär vid en effektiv temperatur av ca 19 300 K.

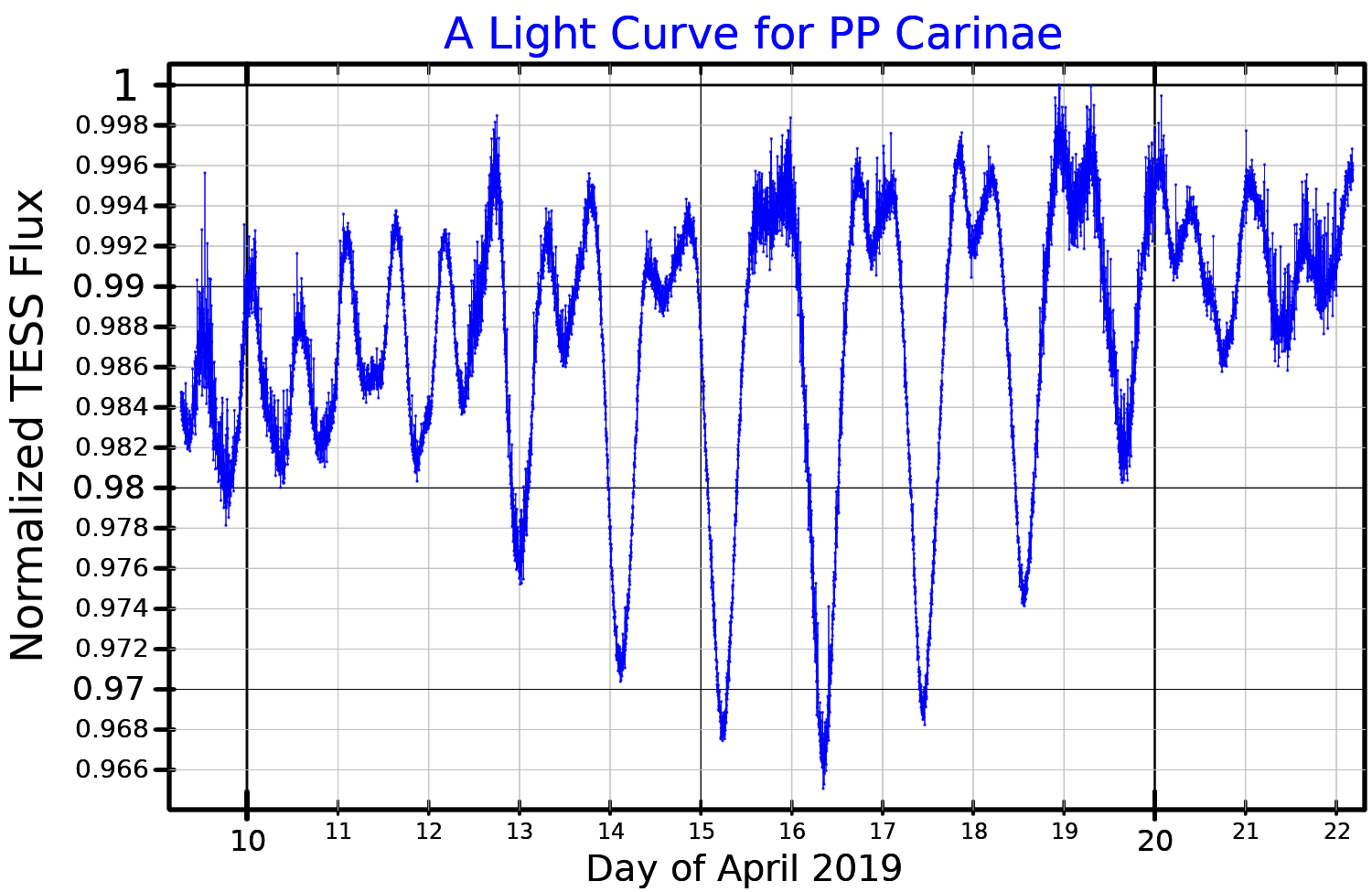
Ljuskurva för PP Carinae, plottad från TESS-data.

PP Carinae klassificeras som en Gamma Cassiopeiae- variabel och dess ljusstyrka varierar från magnitud +3,22 till +3,55.